# 李沂 (萬曆進士)
李沂（1555年—1606年），字景魯，號太清，湖廣武昌府嘉魚縣人，站籍。

## 生平
乙卯年三月初三日生，行七，治《詩經》，由國子生中式萬曆元年（1573年）癸酉湖廣鄉試八十四名舉人，年三十二歲中式萬曆十四年（1586年）丙戌科會試二百六十五名，第三甲第八十六名進士。刑部觀政，改翰林院庶吉士。十六年十月选授吏科给事中。东厂中官张鲸横肆，御史何出光、马象乾弹劾。张鲸任职如故。马象乾一度下狱。李沂拜职刚刚一月，上疏言张鲸之罪恶百倍于冯保，万倍于宋坤，流传张鲸广献金宝，故得无事。萬曆帝震怒，立下诏狱，廷杖六十，斥为民。家居十八年卒。明光宗立，赠光禄少卿，著作有《中秘草》。

## 家族
曾祖李承聰；祖李敻；父李寶愈；母周氏；繼母高氏。具慶下，妻任氏，兄渭；漢；瀾；湛；泓；漙，弟汶；淶（庠生）。

## 延伸阅读
[在维基数据编辑]
 《明史卷二百三十四》，出自《明史》